# 대한민국 민사소송법 제42조
대한민국 민사소송법 제42조는 제척의 재판에 대한 민사소송법 조문이다.

## 조문
제42조(제척의 재판) 법원은 제척의 이유가 있는 때에는 직권으로 또는 당사자의 신청에 따라 제척의 재판을 한다.

## 같이 보기
- 제척